# Sandholmen, Helsingfors
Sandholmen, finska: Santinen, är en ö i Finland. Den ligger i Finska viken och i kommunen Helsingfors i landskapet Nyland, i den södra delen av landet. Ön ligger omkring 11 kilometer öster om Helsingfors.
Öns area är 3,9 hektar och dess största längd är 360 meter i nord-sydlig riktning.